# Bengt Slatte
Bengt Slatte, död 1593, var en svensk militär och häradshövding.

## Biografi
Bengt Slatte var son till häradshövdingen Verner Slatte och Carin Kyle. Han höll sina tjänare och hästar under Östgötafanan 1571 och från 1582 till 1589. Slatte var 1575 fänrik vid Östgötafanan och nämns 1582 som vaktmästare. Han blev 1579 hovjunkare och var från 15 april 1590 till 1591 ryttmästare vid Östgötafanan. Slatte var bland 24 frälsemän Johan III:s kist i likprocessionen 1593. Han avled före 7 juli 1593.
Slatte var från 1590 till 1593 häradshövding i Valkebo härad.

### Egendom
Slatte ägde Högsrum, Finsjö, Torp och Ramshult i Fliseryds socken. Han ägde även Hägerum i Kristdala socken, Skrikerum i Tryserums socken och Malmö i Kvillinge socken.

### Familj
Slatte var gifte med Christina Eriksdotter (Soop) (död omkring 1600), dotter av befalllningsmannen Erik Pedersson (Soop) och Anna Carlsdotter (Månesköld af Seglinge). De fick tillsammans barnen häradshövdingen Erik Slatte, ryttaren Johan Slatte (död 1611) och Carin Slatte som var gift med översten Herman von Cappell vid Västra Nylands regemente.